# Tyrone Mears
Tyrone Mears (* 18. Februar 1983 in Stockport) ist ein ehemaliger englischer Fußballspieler jamaikanischer Abstammung.

## Spielerkarriere
Tyrone Mears begann seine Karriere 2001 bei Manchester City, kam dort aber nur zu einem Pflichtspieleinsatz. Von 2002 bis 2006 spielte er für Preston North End und erzielte in 70 Spielen vier Tore. Im Juli 2006 wechselte er zu West Ham United, wo er aber bereits im Januar des Folgejahres an Derby County ausgeliehen wurde. Nach Ende der Spielzeit 2006/07 schloss er sich dauerhaft dem Klub in den East Midlands an, wurde allerdings 2008 zum französischen Spitzenklub Olympique Marseille ausgeliehen. Nach Ende dieses Leihgeschäfts wechselte er zum Premier-League-Aufsteiger FC Burnley.
Am 29. Juli 2011 wechselte Tyrone Mears gemeinsam mit seinem Mitspieler Chris Eagles zu den Bolton Wanderers und unterschrieb dort einen Dreijahresvertrag. In der Saison 2012/2013 kam er insgesamt auf 28 Einsätze, bevor er an einer Drüseninfektion erkrankte. Er wurde als Folge davon im Anschluss für den Rest der Saison für gesperrt erklärt. In der nachfolgenden Saison 2013/2014 absolvierte er lediglich drei Spiele, bevor er im Sommer 2014 entlassen wurde.
Im Dezember 2014 unterschrieb er einen Zweijahresvertrag beim Seattle Sounders FC. Er kam währenddessen auf 65 Einsätze, unter anderem beim MLS-Cup 2016, bei dem sein Verein nach einem Sieg beim Elfmeterschießen gegen den Toronto FC als Meister gefeiert wurde. Dennoch wurde sein Vertrag nicht verlängert und er verließ 2016 den Club. 
Im Januar 2017 wechselte er für eine Saison zu Atlanta United FC. Dort kam er auf insgesamt 20 Einsätze, bevor er auch hier nach Ablauf seines Vertrages entlassen wurde.
Im Dezember 2017 kam er zu Minnesota United. In der folgenden Saison überzeugte er als Innenverteidiger und wurde sogar zum Fan-Liebling erkoren. Nach elf absolvierten Spielen und einem geschossenen Tor gab der Klub am 27. August 2018 bekannt, dass der Vertrag mit Mears aufgelöst wurde. Es war schnell klar, dass der gebürtige Engländer zurück in seine Heimat und zu seinen vier Kindern wollte.
Einen Tag später hat er schlussendlich bei West Bromwich Albion unterschrieben und war zurück in der Premier League. Nach einer erfolglosen Saison und dem daraus resultierenden Ausscheiden aus der Premier League beendete  Mears im Juli 2019 seine Karriere als Fußballspieler.
Seit September 2022 ist er als Assistenzcoach der U16- und U19-Spieler für Inter Miami CF tätig.